# Рамен

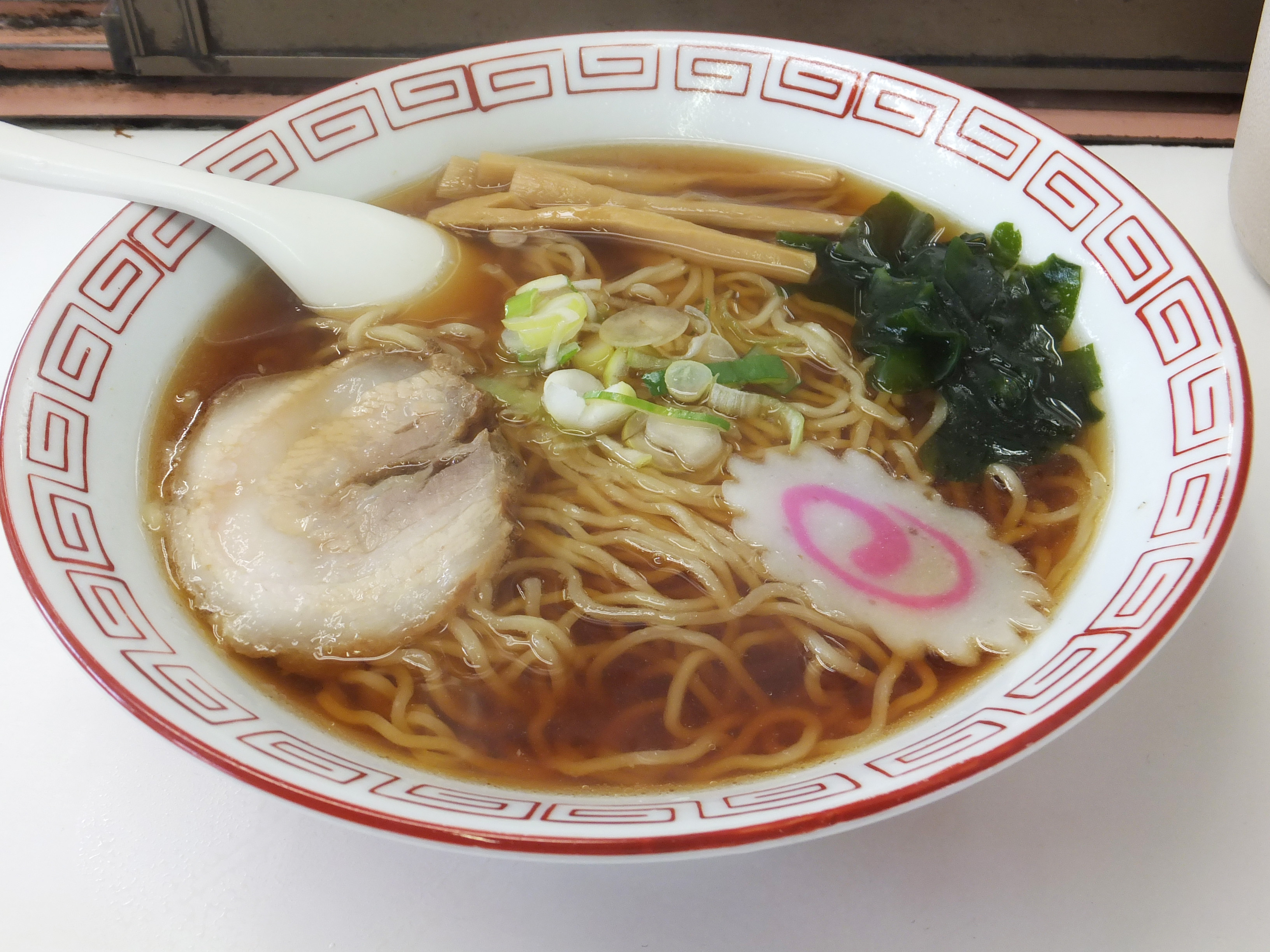
Рамен

Рамéн (яп. 拉麺, 柳麺) — страва японської кухні з пшеничною локшиною. Дуже популярна в Кореї та Японії, особливо серед молоді, бо недорога, смачна та поживна. Фактично, рамен — це фастфуд. У Японії є популярною вуличною їжею. Останнім часом вважається стравою китайської і корейської кухонь.

## Історія
Саме слово рамен походить від двох китайських ієрогліфів «ламянь» (кит. трад. 拉麺, спр. 拉面, піньїнь: lāmiàn, акад. ламянь), які в японській мові читаються як «ра» і «мен», та означають «витягувати» та «локшина» відповідно. Рамен — одна зі страв, що прийшли в Японію з Китаю, і спосіб приготування локшини дещо відрізняється від дунганского та середньоазійського, тому китайці називають рамен «японський ламянь».
Батьківщина рамену — Китай, в Японії її також називають тюка-соба (китайська локшина), в Середній Азії та Західному Китаї подібна страва називається лагман, в Кореї — рамьон (кор. 라면). Японці стали їсти її в XX столітті, приблизно в той час, коли китайська кухня стала привертати до себе широку увагу. Коли ця страва вперше з'явилася в Японії, її переважно продавали в маленьких вуличних кафе, що називаються раменними («рамен'я»). На сьогоднішній день рамен все ще продають у «рамен'ї», але останнім часом його стали подавати в звичайних кафе, ресторанах та навіть у спеціальних торговельних автоматах, схожих на кавові, але таких, де продають готові паковані страви або супи в паперових чашках ("cup ramen" або "cup noodle"). 

## Компоненти та технологія приготування рамену
Рамен складається з пшеничної локшини в бульйоні, зверху якого можна класти різні добавки: по-особливому приготована свинина, що називається тясю (яп. 叉焼), камабоко; соління (цукемоно): бамбукові паростки, мариновані гриби шіїтаке, паростки бобів мунґ і овочі, такі як шпинат, зелена цибуля або комацуна (сорт китайської капусти). Іноді в рамен додаються норі та яйця (варені або смажені).

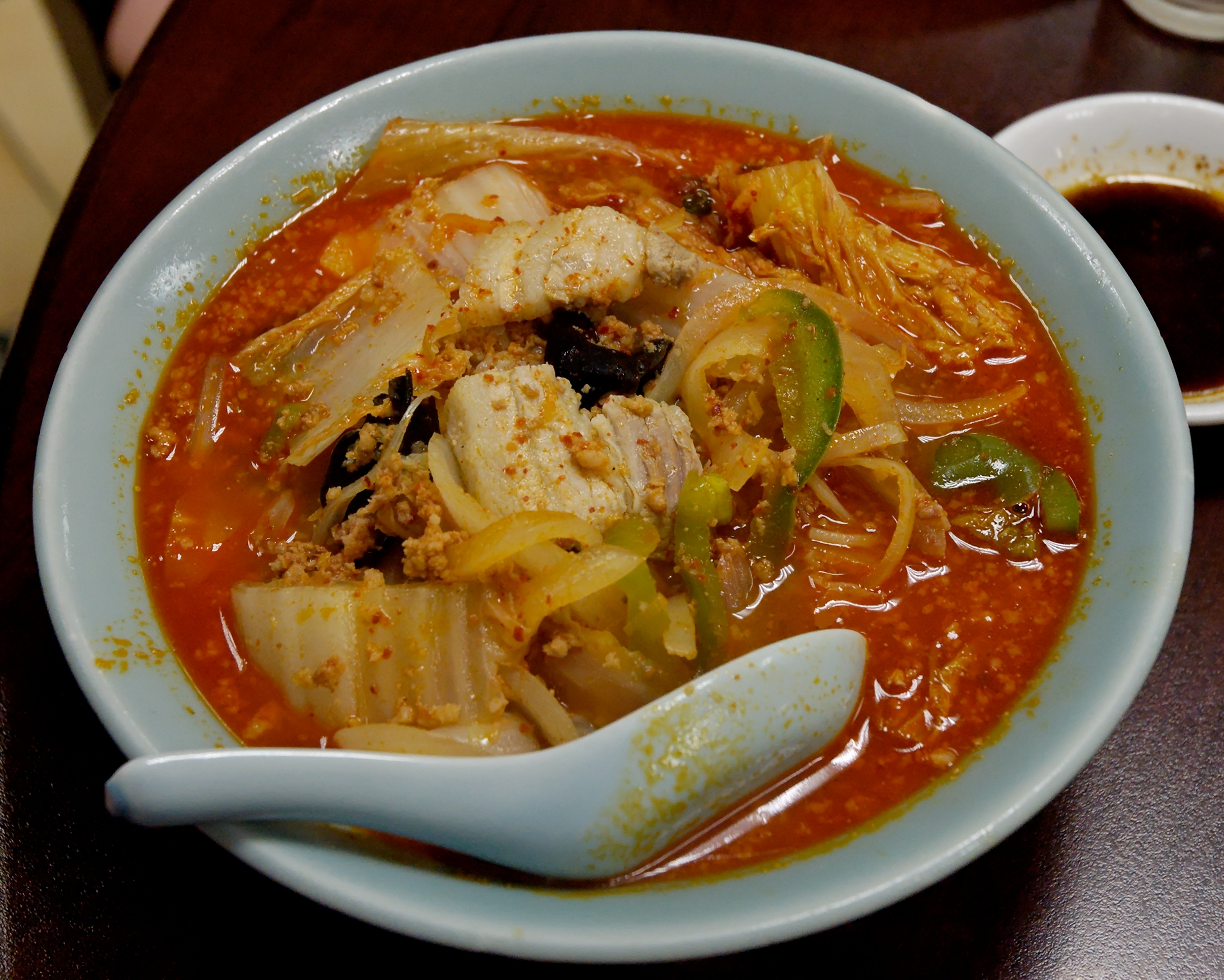
Кімчі-рамен

Більшість видів локшини для рамену робиться з чотирьох основних компонентів: пшеничного борошна, солі, води-кансуй (яп. 鹹水) та яєць. Кансуй — це лужна мінеральна вода, що містить у собі харчову соду, гідрокарбонат калію, а також іноді дрібку фосфорної кислоти. Слово «кансуй» походить від японізованої назви монгольського озера — Кан. Вважається, що вода з цього озера ідеально підходить для приготування рамену. Локшина набуває жовтуватого відтінку та твердої консистенції. Після Другої світової війни якість кансуй була не найкращою, але сьогодні кансуй виробляється згідно японського стандарту якості.
В більшості випадків у тісто також додають курячі яйця. Тісто вимішують, а потім формують з нього смужки циліндричної форми. Кожну смужку витягують в тонку «нитку», потім складають навпіл та кожну з половинок витягують знов. Витягування та перегинання повторюється знову та знову, і так виходить все більше число тонких «ниток».

### Приготування рамену

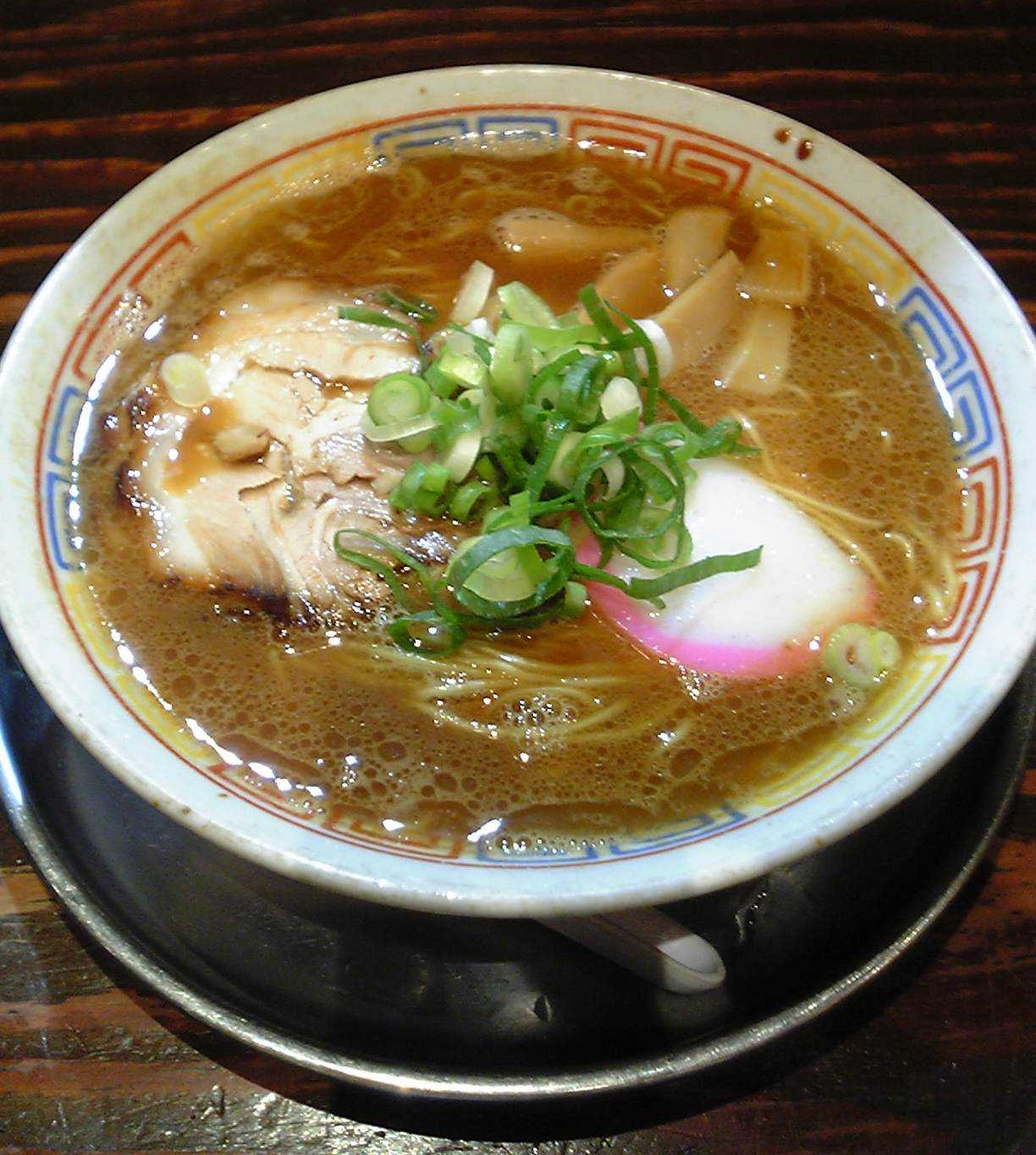
Вакаяма-рамен

1. Вариться бульйон для рамену. Основні типи бульйонів, що використовують для приготування: рибний (переважно з акулячих плавців або бульйону даші), або ж м'ясний бульйон (з яловичини, свинини або курятини). Майже у всі типи бульйонів при варінні додаються коріння, овочі та різні приправи. 
За класифікацією бульйонів розрізнюють 4 основні типи рамену: сіо-рамен (бульйон з додаванням солі),місо-рамен (в бульйон додається місо),сою-рамен (з додаванням соєвого соусу) та тонкоцу-рамен (бульйон на свинячих кістках, жирі та хрящах).
2. Окремо відварюється локшина.
3. В чашу викладається відварена локшина та заливається бульйоном. Зверху на локшину викладаються інші компоненти: м'ясо, яйця, соління та овочі, норі. Їдять рамен за допомогою паличок, також подається порцелянова або фаянсова ложка особливої форми («Китайська ложка») для пиття бульйону.

## Галерея

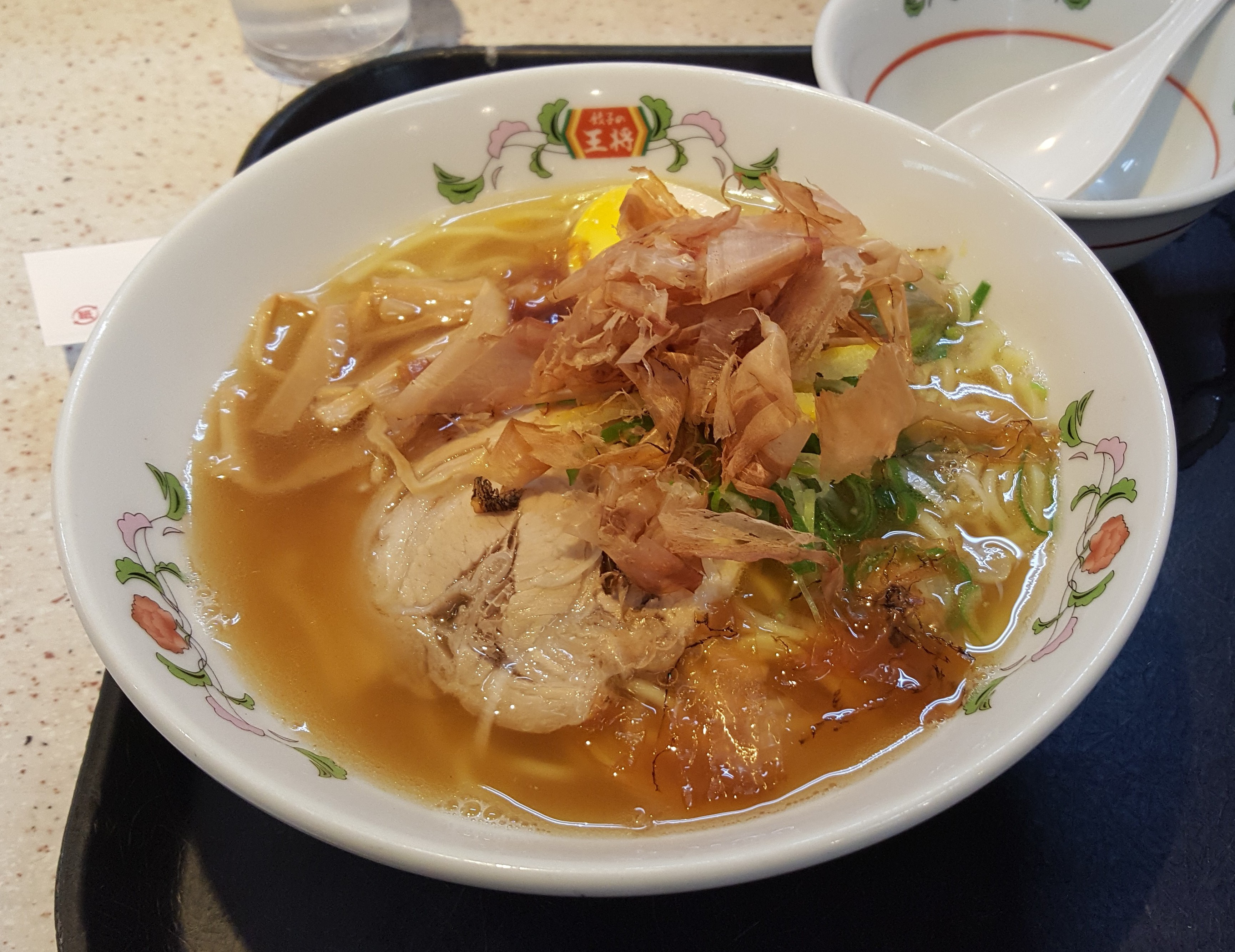
Shōyu Рамен.
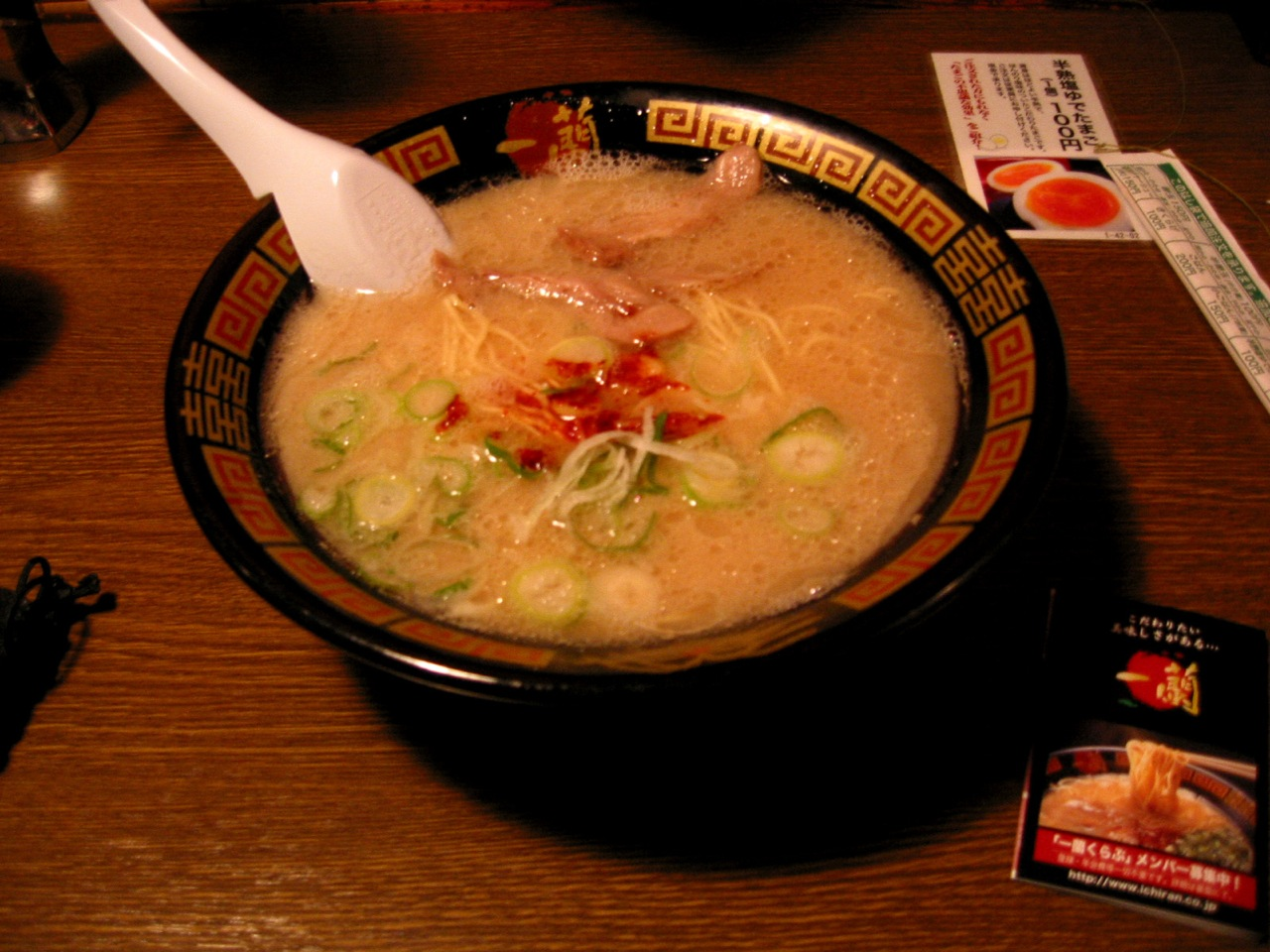
Tonkotsu Рамен.
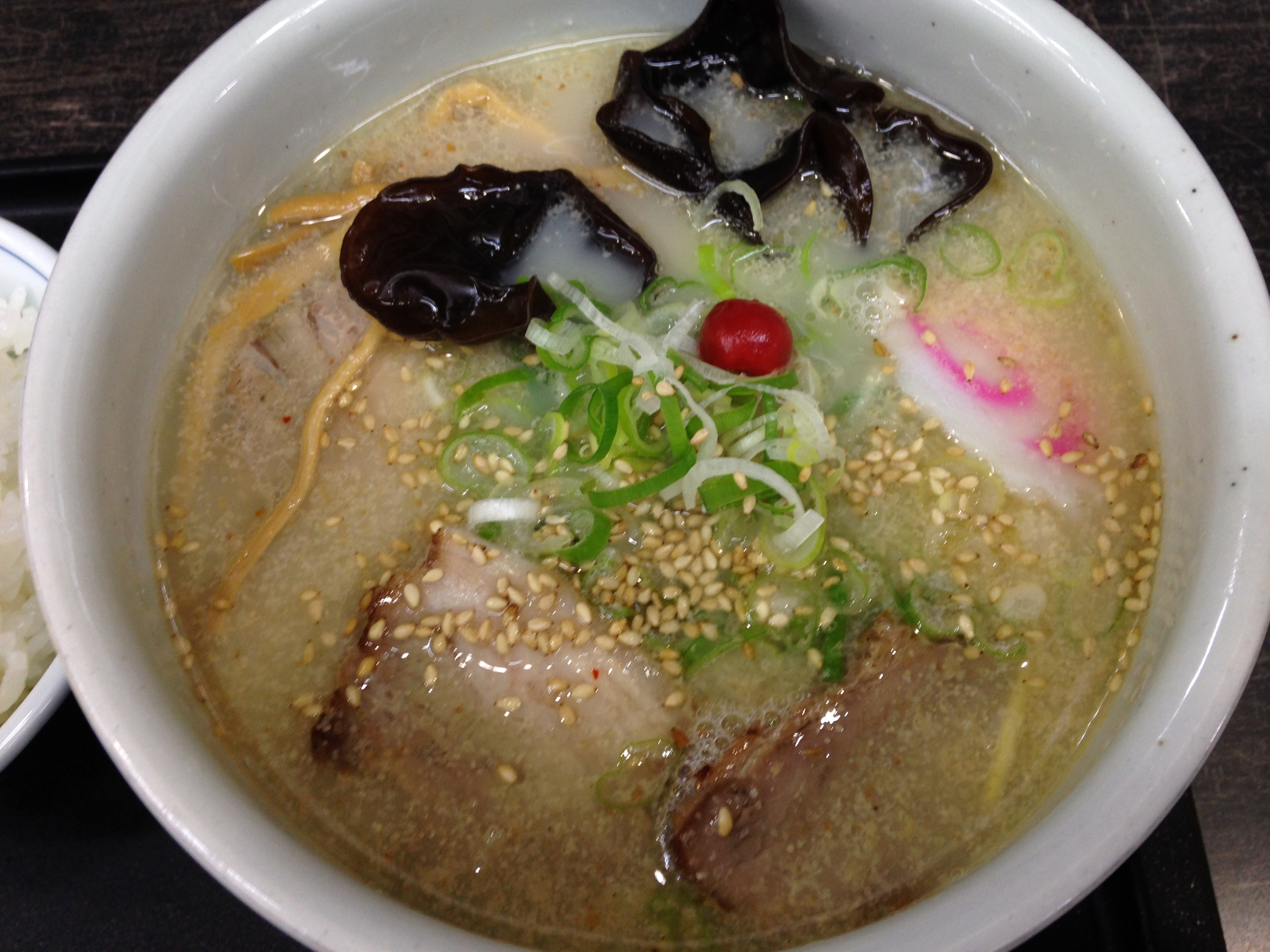
Shio Рамен.
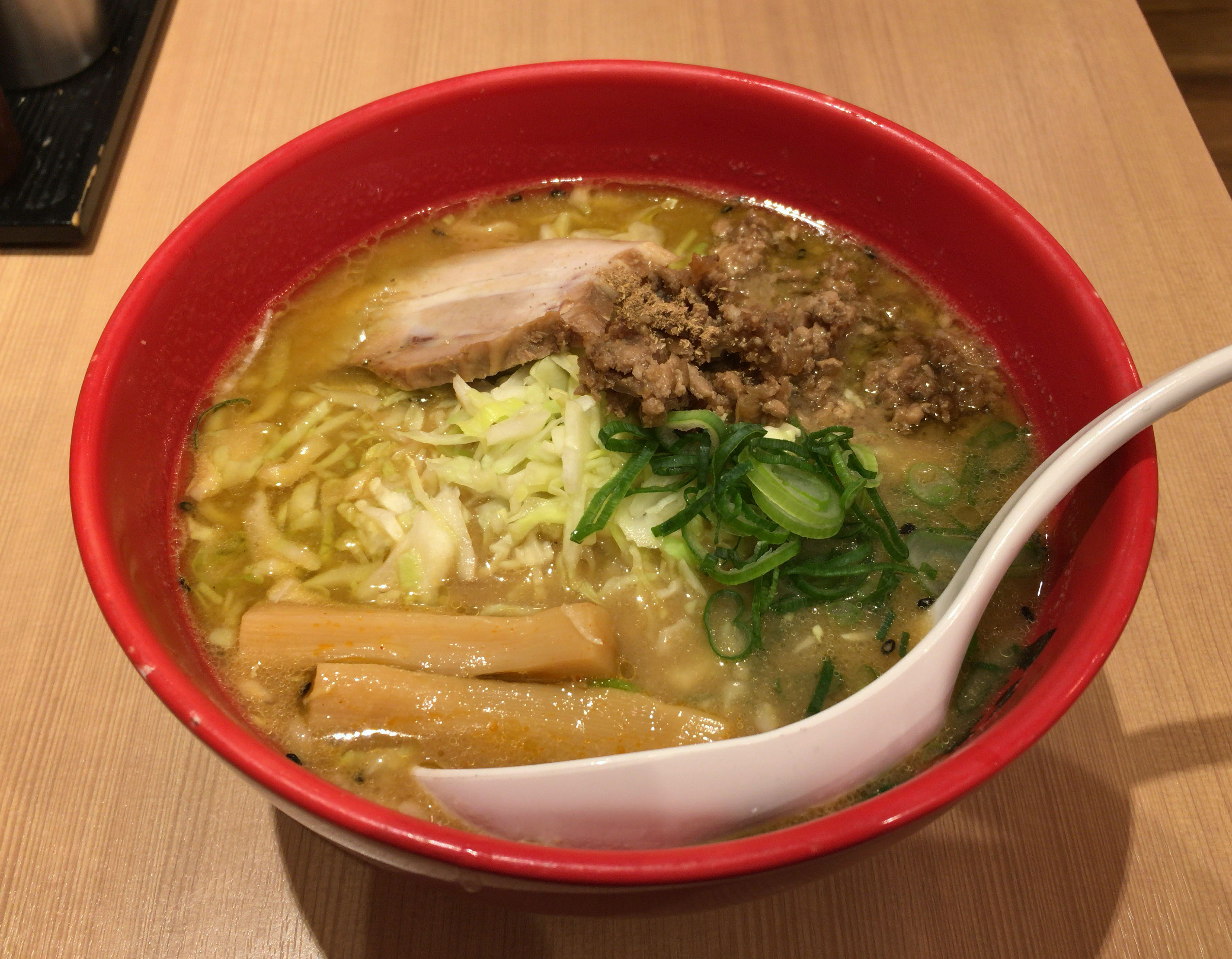
Miso Рамен.

## Різновиди
- Кітакатський рамен
- Ономітівський рамен
- Хакатський рамен